# Версхурен, Виктор
Виктор Абель Версхурен (нидерл. Victor Abel Verschueren; 19 апреля 1893 — неизвестно) — бельгийский бобслеист и хоккеист, вратарь. Бронзовый призёр зимних Олимпийских игр 1924 года.

## Биография
Виктор Версхурен родился 19 апреля 1893 года.
В 1922—1925 годах играл в хоккей с шайбой за «ЛП Антверпен».
В 1923 году в составе сборной Бельгии по хоккею с шайбой участвовал в чемпионате Европы в Антверпене, где бельгийцы заняли 4-е место.
В 1924 году вошёл в состав сборной Бельгии на зимних Олимпийских играх в Шамони. В бобслее в соревнованиях четвёрок и пятёрок бельгийский экипаж, в состав которого также входили Шарль Мюльдер, Рене Мортьо, Пауль ван ден Брук и Анри Виллемс, завоевал бронзовую медаль, показав по сумме четырёх заездов результат 6 минут 2,29 секунды и уступив 16,75 секунды выигравшему золото экипажу из Швейцарии.
В составе сборной Бельгии по хоккею с шайбой занял 7-е место. Играл на позиции вратаря, провёл 2 матча, пропустил 26 шайб (19 от сборной США, 7 — от Франции).
Дата смерти неизвестна.